# Malm

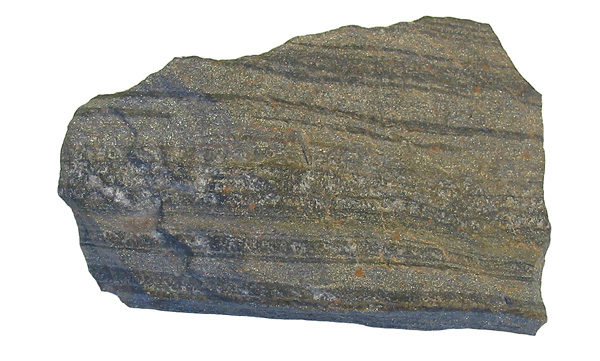
Bandad Järnmalm från Ukraina

Malm är något av de mineral, bergarter eller andra beståndsdelar av berggrunden (eller lösa jordlager) som kan användas för utvinning av metaller eller andra värdefulla ämnen. Endast de mineral eller bergarter som innehåller ett värdefullt ämne i tillräckligt hög koncentration och i lämplig form för ekonomiskt lönsam utvinning kallas malmer.
Malm kan brytas under jord i gruvor, i dagbrott eller vaskas fram.
Liksom alla mineral delas malmerna in efter sin kemiska sammansättning. Malmer betecknas ofta efter den metall eller det ämne som kan utvinnas ur dem. Mineralerna magnetit och hematit är exempel på järnmalm, som används för utvinning av järn.

## Oxider
Vanligen utgörs malmerna av oxider eller svavelföreningar, i de flesta fall ej rena, utan blandade med andra för metallurgiskt ändamål värdelösa mineral, som till exempel kvarts.
De i naturen förekommande gedigna metallerna (guld, silver, platina m.fl.) kan således inte i egentlig mening kallas malmer, även om de hittas insprängda uti eller är blandade med andra mineral, utan få då andra namn (guldkvarts, guldhaltig svavelkis, platinaförande sand o.s.v.). Men däremot säger man, att magnetit är en järnmalm och kopparkis en kopparmalm, då de är oxider och svavelföreningar av järn och koppar samt användbara för utvinning av dessa metaller. De viktigaste malmerna är guld och silvermalm, koppar-zink-blymalm, tennmalm (kassiterit), manganmalm, järnmalm, koppar-nickel-koboltmalm. Malmernas olika värde beror dels på den metall de innehåller, malmkroppens form samt metallhalten i malmen.
Malmerna uppträder i naturen på vissa väl skilda sätt, som ur geologisk synpunkt kan klassificeras på följande sätt: malm-flötser, som är inlagrade mellan sedimentära formationer, malm-lager, som är inlagrade mellan kristalliniska bergarter och malm-gångar, vilka genomsätta den omgivande bergarten och därvid övertvära skiffringsriktningen. De båda förra slagen av malmer är av samma ålder som bergarten; det tredje slaget är yngre än den omgivande bergarten.
Malm-flötser har blivit avlagrade i vatten tillsammans med de lager av sandsten, lerskiffer, kalksten i eller andra bergarter, som omger dem. De förekomma därför i bäddar av växlande mäktighet, med jämförelsevis stor utbredning i förhållande till mäktigheten. Stundom har malmmineralet blivit fint fördelat i ett visst lager av bergarten, t. ex. guldet i guldmalmerna i Witvatersrand, Sydafrika.
Malmlager är inbäddade mellan de kristalliniska bergarternas skikt, men de har inte en så regelbunden form som flötserna, utan mäktigheten är oftast varierande. Ofta har dessa malmer en mer eller mindre utpräglad lins- eller körtelform. Sådana malmer kan antingen själva vara skiktade eller också endast genom sitt läge visa, att de tillhöra skiktsystemet och är vanligen bildade samtidigt med de omgivande lagren av gnejs, leptit, marmor o.s.v., som omger dem. Exempel på sådana malmlager är de i Sverige, Förenta staterna och på flera andra ställen förekommande bandade järnmalmerna. Likaledes uppträda zinkblände, svavelkis och kopparkis m.fl. malmer i form avlager. Då ett malmlager är mycket oregelbundet och har sin utsträckning huvudsakligen i en riktning, kallas det en malmstock eller lagerstock.
Malmgångar är av flera slag alltefter innehållet och dettas fördelning i gången, men alla karakteriserade därigenom, att de är yngre än den omgivande bergarten. Oftast övertvärar de skiktningen, men kan även gå parallellt därmed och benämnas då lagergångar. De har bildats genom fyllning av sprickor och kaviteter i bergarten. I vissa kalkstenar och dolomiter har kanaler och oregelbundna hålor uppstått genom den lösande inverkan av underjordiskt vatten. Andra bergarter har blivit genomsatta av sprickor eller sönderkrossats av rörelser i berget, så att oregelbundna mellanrum uppstått. I sådana håligheter har avsatt sig malmer och andra mineral, ofta vackert kristalliserade; de ha ditförts genom i håligheterna cirkulerande vatten, genom sublimation hydrotermala processer eller på annat sätt. Sådana malmgångar skall inte blandas ihop med de gångar av smälta, eruptiva bergarter, t.ex. andesit, basalt o.s.v., som inpressats från en magmakammare. Det finns gångar av mycket olika mäktighet, från en millimeter till flera hundra meter. Även en och samma gång växlar ofta i mäktighet, vilket beror därpå, att en rörelse eller förskjutning ägt rum hos någon av sidobergarterna. Med avseende på innehållet indelar man gångarna i enkla, som består av endast ett mineral, och sammansatta, som innehåller flera mineral. De vanligaste malmer, som förekommer i gångar, är oxider, sulfidhaltiga malmer, karbonat och sulfat, t. ex. kassiterit (tennmalm), järnglans, blyglans, zinkblände, malakit, guld och silver. Andra gångmineral (ej malmer) är kvarts, kalcit, flusspat, baryt m.fl.
Med avseende på strukturen kan man särskilja massiv struktur, då ingen regelbunden anordning av mineralbeståndsdelarna förekommer; bandad struktur, då de olika mineralen är ordnade i parallella lager, det ena utanpå det andra (oftast förekommer två varandra motsvarande lager av samma mineral på var sin sida om gångens mitt, och den blandade strukturen blir då symmetrisk); brecciaartad struktur, då gången innehåller kantiga fragment av den omgivande bergarten, cementerade av gångmineral och malmer; drusig struktur, då gången innehåller hålrum beklädda med kristalliserade mineral.
Malmerna förekommer under många former på mineralgångarna. Stundom är de fördelade i fina korn eller trådar (koppar- och svavelkis), eller uppträder de i oregelbundna strängar, mosslika eller bladformade bildningar, eller är de fördelade i lager, omväxlande med andra mineral, eller uppfylla de hela gångens massa (svavelkis och blyglans). Ofta är de vackert kristalliserade, varför många mineralgångar är bekanta för de praktfulla kristalldruser, som därifrån hämtas. Ofta skär olika malmgångar varandra, varvid naturligtvis den yngre gången övertvärar den äldre; den senare blir dessutom ofta "förkastad".
I många malmdistrikt kan spåras olika system av malmgångar, som skär varandra samt är av olika ålder och mineralogisk beskaffenhet. I sydvästra England t.ex. har man ett system av gångar, gående i nordvästlig riktning, vilket skär ett annat, gående nästan i ö.-v. Det förra systemet innehåller huvudsakligen bly och järn, det senare koppar- och tennmalmer.
Många mineralgångar fortsätter från en bergart in i en annan, utan att deras natur förändras, medan andra är beroende av sidostenen, i det att de vid utträdandet ur en bergart i en annan förlora någon mineralbeståndsdel. Sådant är t.ex. fallet med de guldförande mineralgångarna i trakyt i Ungern och Siebenburgen, vilka vid utträdandet ur trakyten förlorar sin guldhalt. Då gångar har en mera oregelbunden form och deras huvudutsträckning är i en riktning, benämnas de stockar eller gångstockar. Dessa bildas genom utfyllning av irreguljära hålrum, ofta i kalk eller dolomit.
Med stockverk förstår man en samling av små malmgångar, som alldeles genomtränger och uppfyller bergarten, så att denna i sin helhet kan brytas som malm, fastän varje gång för sig är för obetydlig att tillgodogöras. De tennförande stockverken från Cornwall och Sachsen lämnar goda exempel på detta slag av malmfyndigheter.